# Generacijski roman
Generacijski roman je žanr slovenske književnosti, ki domnevno izvira iz konteksta svetovne književnosti po prvi svetovni vojni.

## Zgodovina žanra
France Vodnik je leta 1936/1937 v reviji Mentor objavil tridelni članek z naslovom »Povojni slovenski 'romani generacije‘, v katerem je predstavil šest izvirnih slovenskih romanov. Ti naj bi predstavili novost v slovenski književnosti, saj gre za avtobiografske romane, ki niso ustrezali takratnemu razumevanju »klasične« avtobiografije. V njih je individualna usoda namreč dvignjena na neko splošnejšo raven in lahko deluje kot vzorčna za neko generacijo. Junaki teh romanov so mladi ljudje na pragu odraslosti, ki so uprizorjeni v ključnem obdobju odraščanja.
Oznaka »roman generacije« je sicer prvič zabeležena v intervjuju z Ivanom Cankarjem iz leta 1911, ko je napovedal »načrt za roman generacije od l. 1894 do 1907«, vendar doslej ni bilo mogoče pojasniti, ali se je takrat sklical na že obstoječo žanrsko oznako. 
Vodnikovo razumevanje romanov generacije izhaja iz konteksta prve svetovne vojne, po kateri je nastalo več del mlajših avtorjev, rojenih okoli preloma stoletja, ki so jih izkušnje prve svetovne vojne globoko pretresle in so jih predelovali v književnosti. Avtorji takšnih del so bili mdr. Ernest Hemingway, Erich Maria Remarque in Aldous Huxley, prijela pa se jih je oznaka »izgubljena generacija«. Njihova dela so bila žanrsko heterogena in niso pripadala nekemu enotnemu, »generacijskemu« žanru, kakršen Vodnik predpostavlja. Gre torej za slovensko poimenovanje tega pojava, vendar lahko podobne oznake najdemo tudi v drugih jezikih, npr. v italijanščini, hrvaščini ali švedščini.
Ob približno istem času se je začela pojavljati tudi oznaka generacijski roman, ki je v nadaljevanju spodrinila oznako roman generacije. Analiza je pokazala, da v rabi obeh pojmov ni zaznati bistvenih razlik. Zadravec je pojma v svojih študijah od 1973 istovetil. Najprej je žanr preimenoval v »avtobiografski-generacijski roman«, kasneje pa v »generacijski roman«.

## Značilnosti
Pojem generacijski roman označuje dela, ki prikazujejo enega ali več junakov, ki se sooča(jo) s (ponovnim) izoblikovanjem ekskluzivne individualnosti (po Luhmannu). Največkrat so junaki mladostniki, saj gre za življenjsko obdobje, ko je človek prvič soočen z izoblikovanjem ekskluzivne individualnosti in razvija vrednote in miselne vzorce, ki za celo njegovo nadaljnje življenje bistveno vplivajo na njegovo ravnanje in njegove vrednote. Romani so generacijski, saj je v njih prikazan življenjski in izkustveni svet bralcev, ki so iste ali podobne starosti kot knjižni junaki in potemtakem pripadajo isti generaciji. Prek razpoznavnih referenc na zunajliterarno življenje lahko same sebe prepoznajo v knjižnem delu in projicirajo lastno podobo na knjižne junake. Poleg tega lahko iz ravnanja junakov črpajo vzorce za lastno vedenje. Generacijski romani torej niso le dokumenti o neki generaciji, ampak tudi romani zanjo. Pogosto so avtobiografski. Pripovedovalčeva podoba ne sme biti preveč izoblikovana, saj bi bralcu otežila projiciranje lastne podobe na besedilo, iz istega razloga pripovedovalec dogajanja prav tako ne sme ocenjevati iz zrelejše distance.
Kohl razlikuje med nujnimi oz. konstitutivnimi in tipičnimi značilnostmi generacijskega romana. Prve so nujne za uvrstitev med generacijske romane, medtem ko druge to sicer niso, ampak se pogosto pojavljajo.
Konstitutivne značilnosti
- uprizarjanje situacije, v kateri se glavna(e) literarna(e) oseba(e) sooča(jo) z izoblikovanjem ekskluzivne individualnosti oz. reorganizacijo svojega vrednostnega kompleksa – bodisi kot posledico zgodovinskih dogodkov oz. splošnega razvoja družbe bodisi kot posledico sprememb v osebnem življenju, v čemer se pripadniki opisane generacije lahko prepoznajo in črpajo vzorce za lastno vedenje.
- manj izoblikovana, neposredna podoba pripovedovalca, ki dogajanja ne vrednoti oz. komentira z zrelostno distanco.

Tipične značilnosti
- glavna literarna oseba je izobraženec oz. umetnik,
- avtobiografskost,
- avtor je sam pripadnik opisane generacije.

Generacijskega romana ne gre zamenjati z rodbinskim oz. družinskim romanom (nem. Generationenroman). Pogosto prihaja do tovrstnih zmešnjav, tako v slovenščini kot tudi v drugih jezikih.

## Slovenski generacijski romani
Razvoj slovenskih generacijskih romanov lahko razložimo z delitvijo med t. i. heroičnimi in postheroičnimi generacijami. Prve so takšne, ki se opredeljujejo na podlagi političnega oz. zgodovinskega dogodka (zadnja heroična generacija bi bila generacija 68), slednje pa svojo podobo večinoma črpajo iz skupnega dojemanja družbenih in kulturnih razmerij ter skupnih izkušenj potrošništva (npr. generacija Y). 
Do 1980ih let prevlada heroični tip generacijskih romanov, katerih junaki se soočajo s posledicami zgodovinskih dogodkov in jih odlikuje bodisi politična bodisi umetniška angažiranost. Takšni romani se pojavljajo vse do novega tisočletja, a jih od 1980ih let vedno bolj spodriva postheroični tip z junaki uporniki-hedonisti, ki se ne zavzemajo več za višje cilje ali ideale, temveč v prvi vrsti za zadovoljevanje lastnih potreb. Z nastopom generacije osemdestih pa napoči čas drugega tipa postheroičnih generacijskih romanov, v katerih se glavne osebe predvsem ukvarjajo z vprašanji odraščanja ter trganja od družinskega okvirja in ne kažejo večje deviantnosti.

### Primeri generacijskih romanov skozi čas
- Ivan Cankar: Tujci (1902)
- Bratko Kreft: Človek mrtvaških lobanj (1929)
- Miran Jarc: Novo mesto (1930)
- Juš Kozak: Celica (1932)
- Dominik Smole: Črni dnevi in beli dan (1958)
- Mate Dolenc & Dimitrij Rupel: Peto nadstropje trinadstropne hiše (1972)
- Franjo Frančič: Domovina, bleda mati (1984)
- Miha Mazzini: Drobtinice (1987)
- Lenart Zajc: 5 do 12 (1999)
- Goran Vojnović: Čefurji raus (2008)
- Aljoša Harlamov: Bildungsroman (2009)
- Nejc Gazvoda: V petek so sporočili, da bo v nedeljo konec sveta (2012)
- Drago Jančar: Maj, november (2014)

## Generacijski romani v drugih jezikih
Tudi druge literature poznajo podobne generacijske žanre, vendar se vsi v izvirnih jezikih obravnavajo z določeno negotovostjo in kritičnostjo. Npr. je tudi v hrvaški literarni javnosti mogoče zaslediti pojem generacijski roman, italijanski literarni prostor pa pozna pojem »Romanzo generazionale«, medtem ko v švedščini najdemo termin »Generationsroman«. V zvezi s temi žanri pogosto naletimo na ista dela, ki veljajo za prototipska generacijska dela: Trpljenje mladega Wertherja Johanna Wolfganga von Goetheja (1774), dela izgubljene generacije in Varuh v rži J. D. Salingerja (1951). Čeprav omenjena dela izhajajo iz nemške in angleškojezične književnosti, oba jezikovna prostora se takšnih oznak načeloma ne poslužujeta, temveč za tovrstna dela uporabljata druge izraze kot npr. mladostniški roman ali kultna knjiga.